# Gijzeling in de lagere school in Bovensmilde
De gijzeling in de lagere school in Bovensmilde begon op maandag 23 mei 1977 om 9 uur 's ochtends. Toen drongen vier Zuid-Molukse jongeren de openbare lagere school aan de Schoolstraat in het Drentse Bovensmilde binnen. Deze actie vond tegelijkertijd plaats met de treinkaping bij De Punt, eveneens in de provincie Drenthe en enkele dagen voor de Tweede Kamerverkiezingen van 1977.
Met deze acties wilden de gijzelnemers de Nederlandse regering dwingen zich in te zetten voor een onafhankelijke Republiek der Zuid-Molukken. Bovendien eisten ze de vrijlating van 21 Zuid-Molukse gevangenen. Als deze eisen niet voor 25 mei 14:00 uur zouden worden ingewilligd, zouden de school en de trein worden opgeblazen. De Nederlandse regering liet weten pas over het ultimatum te willen praten als alle kinderen zouden zijn vrijgelaten.
De Zuid-Molukse kinderen waren al direct naar huis gestuurd. Op de school werden 105 kinderen en vijf leerkrachten vastgehouden. Televisiebeelden van kinderen die, uit een raam hangend, op last van de gijzelnemers, "Van Agt, wij willen leven ..." riepen, maakten diepe indruk. Op 27 mei 1977 om 6.45 uur werden alle gegijzelde schoolkinderen, die ziek waren, en een leerkracht vrijgelaten. Na onderzoek bleek dat het bofvirus was aangetroffen.
Op zaterdagmorgen 11 juni, bijna drie weken na het begin van de gijzeling, werd de school tegen vijf uur 's ochtends door mariniers met pantserwagens aangevallen. De gijzelnemers in de school gaven zich over. Iets later werd door militair ingrijpen ook de treinkaping bij De Punt beëindigd.
Kort na de gijzeling werd de school afgebroken. De lessen werden eerst voortgezet in Assen, vervolgens in de christelijke lagere school van Bovensmilde en daarna in een semi-permanent onderkomen in Bovensmilde. Hierbij kreeg de school een nieuwe naam: 'De Meenthe'. In 1981 kon De Meenthe intrek nemen in een nieuw schoolgebouw elders in het dorp.

## Herdenking
In 2006 presenteerde Laurà Gerards, die in 1977 in de eerste klas van de school zat toen zij werd gegijzeld, het plan om een herdenkingsteken te plaatsen waar destijds het schoolgebouw stond. De gemeente Midden-Drenthe stond aanvankelijk positief tegenover haar idee, maar het bleek tot gemengde reacties in Bovensmilde te leiden.
In 2007 werd voor het eerst in dertig jaar een herdenking gehouden; er werden toen onder andere witte ballonnen opgelaten.
In 2013 werd er in Bovensmilde, vlakbij de locatie van de gijzeling, een monument onthuld, gelijktijdig met een gedenkteken voor de eerste generatie Molukkers.

## Jaren zeventig
Een aantal gijzelingen door Zuid-Molukse jongeren volgde in de jaren zeventig in Nederland elkaar op. De gijzeling in Bovensmilde was er daarvan een.